# Доливо-Добровольський Михайло Осипович

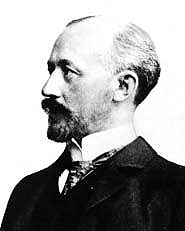
Doliwo-Dobrowolsky

Михайло Осипович Доливо-Добровольський (21 грудня 1861 [2 січня 1862], Гатчина — 15 листопада 1919, Гейдельберг) — видатний інженер-електротехнік та винахідник польсько-російського походження. Народився в Російській  імперії, працював у Німецькій імперії, а також у Швейцарії. 

## Походження, освіта
Батько, Осип Доливо-Добровольський (1824-1900), у 1862-1869 роках був директором Гатчинського сирітського інституту; мати — Ольга Михайлівна, уроджена Євреїнова; дід — таємний радник Флор Доливо-Добровольський (1776-1852), приїхав із Польщі до Петербурга наприкінці XVIII сторіччя. Михайло був старшою дитиною. 1873 року родина переїхала до України — в Одесу.
Після закінчення одеського реального училища 1878 року, 1 вересня того ж року Михайло вступив до Ризького політехнічного інституту (Латвія). За участь в антиурядовій агітації 22 червня 1881 р. він був відрахований з інституту без права вступу в інші вищі навчальні заклади Російської імперії.
Для продовження своєї освіти він обрав Дармштадтське вище технічне училище, де приділялася особлива увага практичному застосуванню електрики. Тут 1882 року було засновано спеціальну кафедру електротехніки, яку очолив професор Еразм Кіттлер, а в січні 1883 року, вперше у практиці вищої освіти, було запроваджено спеціальний курс електротехніки.
По завершенню вищого училища влаштувався на роботу конструктором на заводи електротехнічної компанії Томаса Алва Едісона (згодом фірма AEG; з 1909 року Доливо-Добровольський був директором цієї фірми).

## Розробки і винаходи
Михайло Осипович удосконалив електромагнітні амперметри та вольтметри для вимірювання постійного і змінного струмів (1887-1888 рр.). Для різного роду вимірювальних приладів вдало застосував спосіб роботи двигуна з обертовим магнітним полем (1892). Створив також прилади для усунення в телефонах перешкод від електричних мереж сильних струмів (1892), винайшов спосіб розподілу напруги постійного струму, заснований на застосуванні нерухомої котушки індуктивності, яку він назвав дільником напруги (1893).
1888 року пан Доливо-Добровольський побудував перший трифазний генератор змінного струму з обертовим магнітним полем потужністю 2,2 кВт, запропонував асинхронний двигун трифазного змінного струму котрий мав ротор з литого заліза із насадженим порожнистим мідним циліндром. Незабаром будова індукційного двигуна була значно поліпшена застосуванням ротора типу «колеса вивірки» (1889), доки у 1890-х роках Бенджамін Ламме не розробив ротор з обертовими стрижнями які застосовуються і досі.. Тоді-ж винахідник розробив всі складові трифазних електричних кіл змінного струму: трансформатори трифазного струму (1890), пускові реостати, вимірювальні прилади (наприклад, фазометр, 1894 р.), схеми увімкнення генераторів і двигунів зіркою і трикутником тощо.
25 серпня 1891 р. на Всесвітній електротехнічній виставці у Франкфурті-на-Майні пан Михайло Доливо-Добровольський показав першу в світі трифазну систему передавання електроенергії на відстань близько 170 км. Михайло Осипович перший запропонував широко застосовуваний спосіб гасіння електричної дуги в комутаційних апаратах (1910-1914). 1919 року він висунув припущення про те, що передавання електричної потужності за допомогою змінного струму на великі відстані (сотні і тисячі км) виявиться нераціональним через значні втрати в лінії.